# Bray-lès-Mareuil
Bray-lès-Mareuil là một xã ở tỉnh Somme, vùng Hauts-de-France, Pháp.
Thị trấn này tọa lạc trên đường D3, khoảng 4 dặm Anh về phía nam của Abbeville.

## Dân số
| 1962                                                           | 1968 | 1975 | 1982 | 1990 | 1999 |
| -------------------------------------------------------------- | ---- | ---- | ---- | ---- | ---- |
| 208                                                            | 273  | 261  | 234  | 230  | 221  |
| Số liệu điều tra dân số từ năm 1962, dân số không tính hai lần |      |      |      |      |      |